# Charles Arthur Blake
Charles Arthur Blake (26 de gener de 1872 – 22 d'octubre de 1944) va ser un atleta estatunidenc que va prendre part en els Jocs Olímpics d'Atenes de 1896, en què guanyà la medalla de plata a la prova dels 1500 metres llisos.
La cursa dels 1500 metres es va córrer a final directa. El francès Albin Lermusiaux va liderar la cursa durant bona part d'aquesta, però a la darrera volta fou superat per Teddy Flack i Arthur Blake. En una aferrissada lluita, Blake va acabar segon, amb un temps final de 4' 34", menys d'un segon per darrere del vencedor.
En aquests mateixos Jocs va prendre part a la marató, però no podent mantenir el ritme imposat pels atletes capdavanters acabà per abandonar quan es duien disputats 23 km.